# Holger K. Nielsen
Holger Kirkholm Nielsen (ur. 23 kwietnia 1950 w Ribe) – duński polityk, wieloletni parlamentarzysta, w latach 2012–2014 minister, od 1991 do 2005 przewodniczący Socjalistycznej Partii Ludowej.

## Życiorys
Kształcił się w zakresie nauk politycznych na Uniwersytecie w Aarhus. Studiował następnie na Uniwersytecie w Belgradzie, a w 1979 uzyskał magisterium z nauk społecznych na Uniwersytecie Kopenhaskim. Od 1974 do 1977 przewodniczył organizacji młodzieżowej Socjalistycznej Partii Ludowej. W latach 1979–1981 pracował we frakcji komunistycznej w Parlamencie Europejskim, później był urzędnikiem w ministerstwie ds. energii.
W latach 1981–1984 po raz pierwszy sprawował mandat posła do Folketingetu. Do duńskiego parlamentu powrócił po trzyletniej przerwie w 1987. Od tego czasu z powodzeniem ubiegał się o reelekcje w kolejnych wyborach w 1988, 1990, 1994, 1998, 2002, 2005, 2007, 2011 i 2015. W 1991 objął funkcję przewodniczącego Socjalistycznej Partii Ludowej. Prezentował wówczas poglądy eurosceptyczne, w 1992 prowadził kampanię na rzecz odrzucenia traktatu z Maastricht. Po jego zmodyfikowaniu w 1993 opowiedział się za jego przyjęciem. W 2005 zrezygnował z kierowania partią po kolejnym słabym wyniku wyborczym swojego ugrupowania.
Od października 2012 do grudnia 2013 sprawował urząd ministra ds. podatków w gabinecie Helle Thorning-Schmidt. Następnie objął stanowisko ministra spraw zagranicznych, odchodząc z rządu w lutym 2014, gdy jego ugrupowanie opuściło koalicję.